# Ostracion meleagris
Ostracion meleagris é o nome científico dado ao peixe-cofre-azul-e-amarelo, este peixe pertence ao gênero Ostracion. Possui uma carapaça rígida de placas ósseas que rodeia a cabeça e o corpo deste peixe-cofre, deixando apenas as barbatanas livres para nadar. Quando assustados, os peixes-cofre-azuis-e-amarelos segregam ostracitoxina.
Os machos podem crescer até 25 cm de comprimento total. A espécie apresenta dimorfismo sexual.
É encontrado da África Oriental ao México, sul do Japão, Havaí, Nova Caledônia e Tuamotu.